# Корню, Огюст
Огюст Корню (фр. Auguste Cornu; 9 августа 1888, Бон, Франция — 6 мая 1981, Восточный Берлин, ГДР) — французский марксовед, философ-марксист, историк философии и общественный деятель. Главный труд жизни — «Карл Маркс и Фридрих Энгельс. Жизнь и деятельность».
Член Социалистической партии Франции (1913), член Французской коммунистической партии (1923).
Иностранный член АН СССР (03.03.1971). Иностранный член Германской АН в Берлине.

## Биография
Учился в Сорбонне и Берлинском университете.
Докторская степень (1934) Сорбонны.
Доцент Сорбонны.
Участник французского Движения Сопротивления.
С 1949—1951 годах заведующий кафедрой философии Лейпцигского университета. В 1952—1958 годах профессор истории культуры Берлинского университета им. Гумбольдта.
С 1958 года на пенсии.
Национальная премия ГДР 3-го класса (1959). Награждён серебряным (1963) и золотым (1973) орденами «За заслуги перед Отечеством». Почётный доктор Университета Гумбольдта.